# Danlon
Danlon was een van huis uit Deens bedrijf dat kousen maakte en dat een belangrijke vestiging had in Emmen.

## Groei
In Emmen werd gepoogd om, na de Tweede Wereldoorlog, werkgelegenheid te scheppen. In 1952 was reeds de grote nylonfabriek van de Algemene Kunstzijde Unie geopend en in 1953 kwam daar de Danlon fabriek bij, die het nylongaren verwerkte tot pantys en nylonkousen. De producten onder de merknaam Panty P werden zeer populair. Danlon was het eerste buitenlandse bedrijf dat zich te Emmen vestigde. De gemeente, die graag bedrijven binnenhaalde, bouwde zelf in drie maanden tijd de fabriekshal, die in 1956 werd geopend.

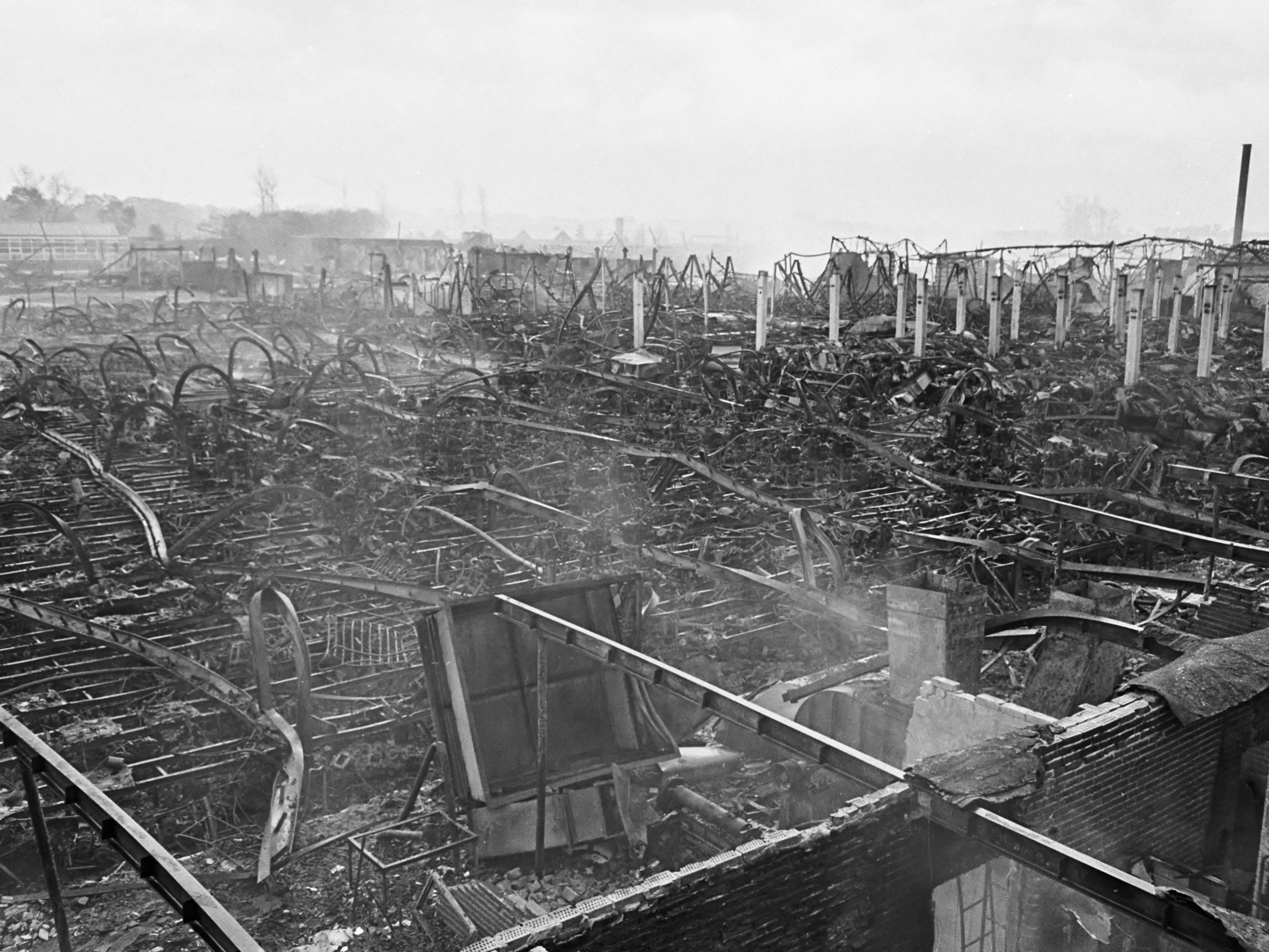
Danlon fabriek te Emmen na de brand (1967)

Het bedrijf groeide voorspoedig. In 1967 werkten er 1200 mensen, stonden er 800 breimachines en werden er 31 miljoen paar kousen en panty's per jaar gemaakt. Op 15 oktober 1967 brak er echter een grote brand uit die weliswaar geen slachtoffers eiste maar wel het gehele bedrijf verwoestte.
Het werk kon snel worden hervat, doordat de AKU ruimte ter beschikking stelde en de nieuwe machines snel door Italië werden geleverd. Buitenlandse concurrenten leverden halffabricaten die door Danlon werden afgewerkt. Een deel van het personeel kon zelfs tijdelijk aan de slag in Marche-en-Famenne (Wallonië), waar eveneens een hal ter beschikking werd gesteld.
Op 15 oktober 1968 werd de nieuwe Danlon-fabriek geopend, het aantal medewerkers groeide en er werd zelfs personeel geworven in Joegoslavië. In 1969 werd de kousenfabriek Hin te Haarlem overgenomen.
In 1970 werkten er 1500 mensen bij Danlon, en werden productievestigingen in Zwartemeer en Klazienaveen geopend.

## Het einde
Weldra begon de concurrentie uit lagelonenlanden zich te doen gevoelen. In 1971 werden de vestigingen in Klazienaveen en Zwartemeer alweer gesloten. In 1972 begon een proces van inkrimpingen en saneringen, en in 1974 moest Danlon van de Nederlandse overheid fuseren met kousenfabriek Jansen De Wit uit Schijndel.
In 1984 werkten er bij Danlon nog slechts 91 mensen. Het bedrijf ging toen failliet. Het werd overgenomen door Nedac Sorbo uit Vorden. In 1996 werd Danlon gesloten.

## Externe bronnen
- Encyclopedie Drenthe online
- Dagblad van het Noorden, 13 oktober 2007